# 中国搜索
中国搜索是中国搜索信息科技股份有限公司创办运营的搜索引擎，由即刻搜索、盘古搜索合并而来。

## 历史
2010年6月20日，由人民日报社和人民网合资组建的人民搜索网络股份公司负责运营的搜索引擎人民搜索正式上线测试。2011年6月20日，人民搜索更名为即刻搜索（www.jike.com）。2010年9月25日，由邓亚萍担任人民搜索网络股份公司总经理。2012年6月19日全新改版，使用全新商标，突出字母“i”与“即刻”两个字。网站旗下产品包括“新闻”、“网页”、“图片”、“视频”、“地图”、“曝光台”、“食品安全”。即刻搜索的办公地址是北京市朝阳区东三环中路1号环球金融中心西塔1601-1609。即刻搜索的董事长为马利，总经理为邓亚萍。
盘古搜索（www.panguso.com）是由新华通讯社與中国移动通信集团公司合作成立的搜尋引擎，於2011年2月22日上線。盘古搜索的办公地址是北京市大兴区北兴路东段2号星光影视园盘古搜索大厦。盘古搜索的董事长为田舒斌、首席执行官为王红宇。
2013年10月，中国搜索开始筹建。2013年11月初，「即刻搜索」多個業務停止運作，搜尋結果跳轉至盘古搜索，只有「圖片」業務保留下來。公司總部也隨之搬遷。2014年3月1日，即刻搜索與盘古搜索合并而成的中国搜索上线测试，2014年3月21日正式开通（中国搜索簡稱「國搜」）。
中国搜索信息科技股份有限公司是由人民日报社、新华通讯社、中央电视台、光明日报社、经济日报社、中国日报社、中国新闻社联合设立的互联网企业。